# Bugatti Type 55
Bugatti Type 55 (другое название — Bugatti Type 55 Super Sport Rodster) — родстер компании Bugatti Automobiles, дорожная версия спортивного автомобиля Bugatti Type 54 (подкласс Bugatti Type 51 (англ. Bugatti Type 51)), появившаяся в 1931 году. Кузов был спроектирован Жаном Бугатти, сыном Этторе Бугатти. Двигатель был взят с модели Type 51 и установлен на широкое шасси, схожее с шасси Type 54. Это был 2.3-литровый L8 с компрессором, карбюратором Zenith и двумя верхними распредвалами
. Передняя и задняя подвески были независимыми и с эллиптическими пружинами. Коробка передач была 4-ступенчатой механической от модели Bugatti Type 49. Автомобиль разгонялся до 180 км/ч.
Type 55 производился в 1931-1935 годах. Всего было сделано 38 моделей. Автомобиль был очень дорогим.